# أنا طبعي كده (فلم)
أنا طبعي كده فيلم كوميدي مصري  من إخراج وتأليف توجو مزراحي عام 1938. الفيلم من بطولة فؤاد شفيق وزوزو شكيب وإستيفان روستي  وتدور الأحداث حول أحمد الكبريتي وزوجته أمينة، وعلاقة في نفس الوقت ببهيجة التي اعتاد زيارتها في الإسكندرية، ويكتشف الدكتور رأفت الذي يعمل مديرًا فنيًا للشركة سر هذه العلاقة ويحاول استغلالها.  
صدر الفيلم إلى دور العرض المصرية في 3 مارس 1938.
منح موقع قاعدة بيانات الأفلام على الإنترنت (IMDB) الفيلم درجة 5.6/ 10.
منح موقع قاعدة بيانات الأفلام العربية «السينما.كوم» الفيلم درجة 6.6/ 10.

## أحداث الفيلم
يعيش أحمد بيه الكبريتي (فؤاد شفيق)، صاحب معمل لتصنيع الأدوية، مع زوجته أمينة (زوزو شكيب) المتسلطة، والمتحكمة في نظام أحمد بيه الغذائي، وتجعله يتناول المسلوق والماء فقط ووضعته تحت المراقبة مع شقيقتها روحية (عدالات). يعلن أحمد بيه عزمه السفر إلى أم درمان بالسودان لفتح أسواق جديدة لشركته، والحقيقة أنه مسافر إلى الإسكندرية ليقضي شهرًا مع حبيبته بهيجة (بهيجة المهدى) كما تعود كل عام، وينيب عنه في إدارة الشركة مديرها الفني الدكتور إبراهيم رأفت (إستيفان روستى)، كما يعد بعض الخطابات ليسلمها لأحد أعوانه لإرسالها من أم درمان ليثبت وجوده هناك. تقع الخطابات في يد الدكتور رأفت الذي يكتشف علاقة أحمد بيه العاطفية ويستغل الموقف لرفع راتبه إلى 50 جنيه وحصوله على نسبة 10% من الأرباح، ووضع اسمه على الأدوية بجوار اسم المالك. يسافر أحمد بيه إلى الإسكندرية، ويكتشف أن بهيجة قد تزوجت من الدكتور جمال البسطاويسي (حسن صالح) أخصائي التخسيس والذي حوّل منزله إلى مستشفى لعلاج السمنة. يعتقد الدكتور جمال أن أحمد بيه جاء للعلاج، وتحذر بهيجة حبيبها القديم أحمد بيه إلى أن جمال غيور جداً، ويعلم أن هناك رجلا يأتي إليها كل عام لمدة شهر ويبحث عنه ليقتله. يستسلم أحمد بيه للوضع الجديد، ويقبل العلاج حتى يكون بجوار محبوبته، وكان عليه أن يتحمل تمارين التخسيس وأكل المسلوق وتناول زيت الخروع. يتمكن أحمد بيه من الفرار والعودة للقاهرة، ليجد زوجته أمينة وشقيقتها روحية ومعهم الدكتور رأفت قد سافروا إلى الفيوم، وفى اتصال مع خادم الدكتور رأفت، يخبره أن الدكتور أحمد الكبريتى قد توفى، وبالفعل وجد في صندوق بريد المنزل برقيات العزاء. يسافر أحمد بيه إلى الفيوم، ويخبره رأفت أن عربة القطار التي كان سيستقلها إلى أم درمان قد خرجت عن القضبان، واحترقت وأعلنت وفاته رسمياً، وتم صرف مبلغ التأمين، وورثت زوجته أمينة كل أمواله، حتى ملابسه تم توزيعها على الخدم، ولم يتبقى له شئ فهو في عداد الأموات. يذهب أحمد بيه إلى مقر شركته، ويكتشف أن خبر وفاته كان قاصرًا على عائلته فقط، ويكتشف أن كل ما حدث كان مؤامرة من أمينة ورأفت. يتصل أحمد بيه بزوجته ويخبرها انه ارتكب حادث في الطريق وموجود بالمستشفى في حالة خطرة، ويهرع اليه الجميع بالمستشفى وهناك يقوم بضرب الدكتور إبراهيم ضربًا مبرحًا، ويأمر زوجته أن تطبخ له كل ما يشتهيه.

## طاقم التمثيل
- فؤاد شفيق: في دور أحمد بك الكبريتي

- زوزو شكيب: في دور أمينة

- إستفان روستي: في دور الدكتور رأفت

- بهيجة المهدي: في دور بهيجة

- عدالات: في دور بهيجة

- حسن صالح: في دور الدكتور جمال البسطاويسي

- أحمد الحداد: في دور رئيس خدم بيت أحمد بك

بالاشتراك مع: إبراهيم عرفة - علي عبد العال
يتخلل الفيلم سكيتش «أنا أحب الملوخية وكمان الرز» الحان أحمد صبره وغناء بهيجة المهدي مع مجموعة الفنانين.

## وصلات خارجية
- مقالات تستعمل روابط فنية بلا صلة مع ويكي بيانات
- أنا طبعي كده على الدهليز
- أنا طبعي كده على كاروهات